# Bcl-2
Bcl-2 (Abk. für engl. B-cell lymphoma 2) ist ein Protein und der Prototyp der gleichnamigen Proteinfamilie, welche bei der Regulation des programmierten Zelltods (Apoptose) eine Rolle spielen. Einige Mitglieder der Familie fördern die Apoptose, während andere sie verhindern. Es wird vermutet, dass zumindest ein Teil dieser Proteine ihre Funktion dadurch ausüben, dass sie die Freisetzung von Cytochrom c aus dem Mitochondrium durch Destabilisierung oder Stabilisierung der äußeren Mitochondrienmembran regulieren. Die Destabilisierung der äußeren Mitochondrienmembran hat durch Übertritt von Cytochrom c ins Zellzytoplasma eine proapoptotische, die Stabilisierung der äußeren Mitochondrienmembran eine antiapoptotische Wirkung. Außerdem sind wahrscheinlich einige dieser Proteine an der Aktivierung der Procaspasen beteiligt.
Weil die korrekte Einleitung der Apoptose sehr wichtig ist, kann eine Mutation in den Genen dieser Proteine gravierende Folgen haben. Deshalb gilt diese Proteinfamilie auch als menschliches Proto-Onkogen.
Überaktivierungen führen zur Proliferation des Gewebes und damit zu Tumoren. Das Protein wurde erstmals im B-Zellen-Lymphom (BCL) isoliert.

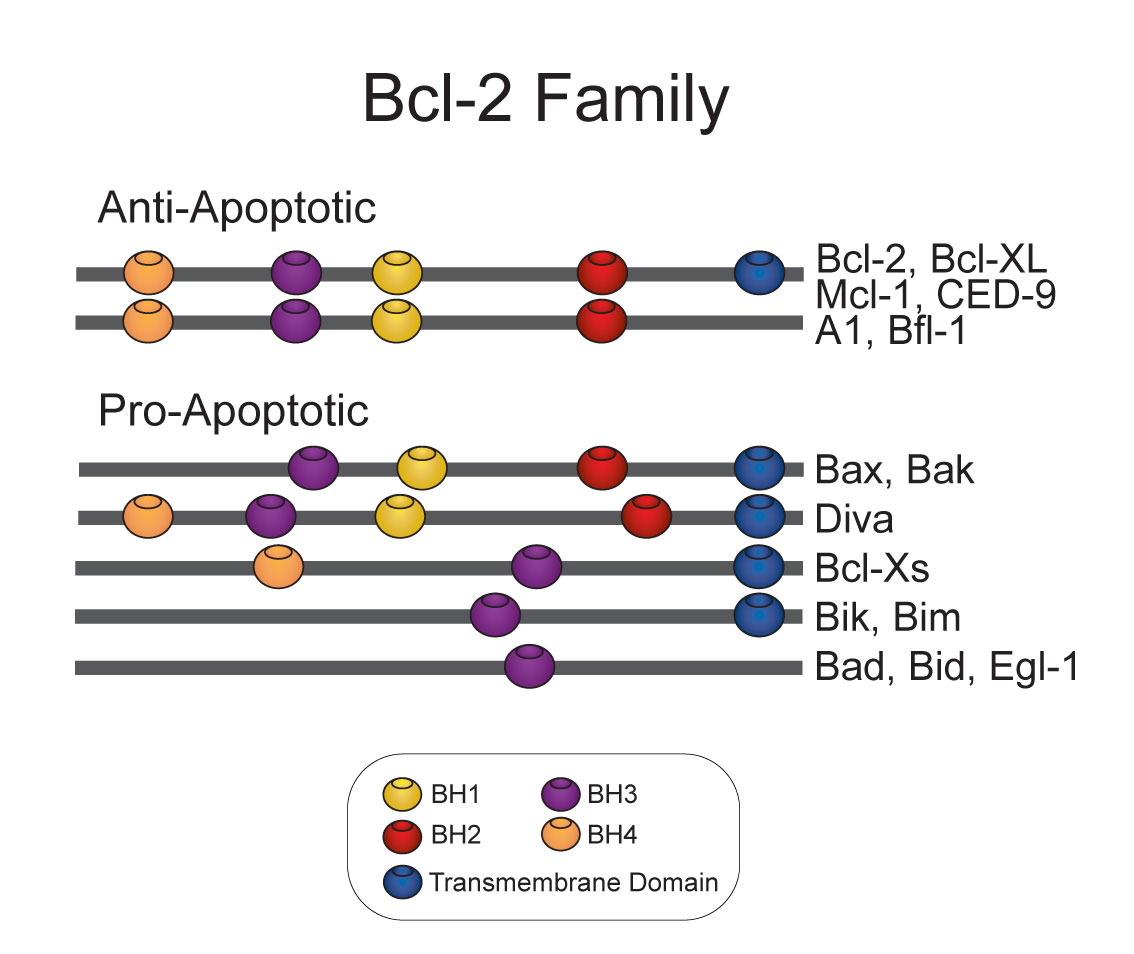
Die Mitglieder der Bcl-2 Familie.

| Proteine der Bcl-2-Familie | Proteine der Bcl-2-Familie                   |
| -------------------------- | -------------------------------------------- |
| Anti-apoptotische Wirkung  | - Bcl-2 - Bcl-xL                             |
| Pro-apoptotische Wirkung   | - Bad - Bax - Bak - Bcl-xS - Bik - Bim - Bid |

## Hemmung von Bcl-2
Als Inhibitor des Bcl-2 wirkt beispielsweise Venetoclax, das in der Therapie von B-Zell-Lymphomen eingesetzt wird. Nach der WHO-Nomenklatur für Wirkstoffe kennzeichnet die Wortendung -toclax Bcl-2-Hemmstoffe.